# Piotr Stawarczyk
Piotr Stawarczyk (ur. 29 września 1983 w Krakowie) – polski piłkarz, grający na pozycji obrońcy. 

## Życiorys
Stawarczyk jest wychowankiem krakowskiej Wisły. Nie udało mu się jednak zadebiutować w pierwszej drużynie „Białej Gwiazdy” i po 2 latach spędzonych w tym klubie przeniósł się do Okocimskiego Brzesko. Dobre występy w tym zespole zaowocowały transferem do Widzewa Łódź. W jego barwach zadebiutował 29 marca 2006 r. w wygranym 4:0 meczu z Lechią Gdańsk. Swoją pierwszą bramkę dla „czerwono-biało-czerwonych” zdobył 17 maja 2006 r. w zremisowanym 1:1 spotkaniu ze Świtem Nowy Dwór.
Po udanej rundzie wiosennej Stawarczyk awansował z Widzewem do Ekstraklasy. Zadebiutował w niej 11 sierpnia 2006 r. w derbowym meczu z ŁKS-em, zakończonym wygraną Widzewa 2:1. Łącznie Stawarczyk rozegrał dla łódzkiego zespołu 92 spotkania i strzelił 3 bramki (41/3 w I lidze, 38/0 w Ekstraklasie, 10/0 w Pucharze Ekstraklasy, 3/0 w Pucharze Polski).
4 lipca 2009 roku podpisał 2-letni kontrakt z Ruchem Chorzów. Zadebiutował w nim 21 sierpnia w meczu z Zagłębiem Lubin (1:0). Pierwszą bramkę dla Niebieskich strzelił 11 grudnia w meczu z Piastem Gliwice.
Po zajęciu 3. miejsca w lidze w sezonie 2009/10 Ruch awansował do Ligi Europejskiej UEFA. Stawarczyk zadebiutował w rozgrywkach pucharowych 1 lipca w meczu I rundy eliminacyjnej z kazachskim Szachtiorem Karaganda (2:1). Następnie zagrał jeszcze w rewanżowym meczu tych drużyn (1:0) oraz w dwumeczu z austriacką Austrią Wiedeń (1:3, 0:3).
W sezonie 2011/12 wraz z Ruchem wywalczył wicemistrzostwo Polski oraz grał w finale Pucharu Polski. W lidze wystąpił w 28 meczach zdobywając dwie bramki. W następnym sezonie wraz z Ruchem wystąpił ponownie w Lidze Europejskiej, w której zdobył jedną bramkę. Wraz z Ruchem zajął w lidze przedostatnie miejsce, jednak utrzymał się dzięki degradacji Polonii Warszawa.
Sezon 2013/14 był kolejnym udanym dla Ruchu Chorzów, z którym zajął 3. miejsce w lidze. Wystąpił on w 34 meczach i zdobył 3 bramki. W sezonie 2014/15 w Lidze Europejskiej rozegrał 6 spotkań i zdobył 2 bramki, obie w meczu II rundy eliminacyjnej z FC Vaduz.
W sezonie 2015/16 grał w Zawiszy Bydgoszcz w I lidze, z którym dotarł do 1/2 finału Pucharu Polski.
Od sezonu 2016/2017 występuje w drugoligowej Puszczy Niepołomice, z którą awansował do I ligi.

## Statystyki
Aktualne na 18 maja 2019:
| Klub                | Sezon              | Liga               | Liga  | Liga   | Puchar kraju | Puchar kraju | Europa | Europa | Inne  | Inne   | Suma  | Suma   |
| Klub                | Sezon              | Liga               | Mecze | Bramki | Mecze        | Bramki       | Mecze  | Bramki | Mecze | Bramki | Mecze | Bramki |
| ------------------- | ------------------ | ------------------ | ----- | ------ | ------------ | ------------ | ------ | ------ | ----- | ------ | ----- | ------ |
| Wisła II Kraków     | 2001/2002          | IV liga            |       |        |              |              | –      | –      | –     | –      |       |        |
| Wisła II Kraków     | 2002/2003          | IV liga            |       | 1      |              | 0            | –      | –      |       | 0      |       |        |
| Wisła II Kraków     | Ogólnie            | Ogólnie            |       |        |              |              | 0      | 0      |       | 0      |       |        |
| Okocimski Brzesko   | 2003/2004          | IV liga            |       | 2      |              | 1            | –      | –      |       | 0      |       |        |
| Okocimski Brzesko   | 2004/2005          | IV liga            |       | 2      |              |              | –      | –      | –     | –      |       |        |
| Okocimski Brzesko   | 2005/2006 j        | IV liga            |       | 1      |              | 1            | –      | –      | –     | –      |       |        |
| Okocimski Brzesko   | Ogólnie            | Ogólnie            |       | 5      |              |              | 0      | 0      |       | 0      |       |        |
| Widzew Łódź         | 2005/2006 w        | II liga            | 17    | 2      | 0            | 0            | –      | –      | –     | –      | 17    | 2      |
| Widzew Łódź         | 2006/2007          | Ekstraklasa        | 21    | 0      | 0            | 0            | –      | –      | 5     | 0      | 26    | 0      |
| Widzew Łódź         | 2007/2008          | Ekstraklasa        | 17    | 0      | 2            | 0            | –      | –      | 5     | 0      | 24    | 0      |
| Widzew Łódź         | 2008/2009          | I liga             | 24    | 1      | 1            | 0            | –      | –      | –     | –      | 25    | 1      |
| Widzew Łódź         | Ogólnie            | Ogólnie            | 79    | 3      | 3            | 0            | 0      | 0      | 10    | 0      | 92    | 3      |
| Ruch Chorzów        | 2009/2010          | Ekstraklasa        | 15    | 1      | 6            | 0            | –      | –      | –     | –      | 21    | 1      |
| Ruch Chorzów        | 2010/2011          | Ekstraklasa        | 24    | 0      | 4            | 0            | 4      | 0      | –     | –      | 32    | 0      |
| Ruch Chorzów        | 2011/2012          | Ekstraklasa        | 28    | 2      | 7            | 0            | –      | –      | –     | –      | 35    | 2      |
| Ruch Chorzów        | 2012/2013          | Ekstraklasa        | 26    | 0      | 5            | 0            | 4      | 1      | –     | –      | 35    | 1      |
| Ruch Chorzów        | 2013/2014          | Ekstraklasa        | 34    | 3      | 1            | 0            | –      | –      | –     | –      | 35    | 3      |
| Ruch Chorzów        | 2014/2015          | Ekstraklasa        | 20    | 1      | 1            | 0            | 6      | 2      | –     | –      | 27    | 3      |
| Ruch Chorzów        | Ogólnie            | Ogólnie            | 147   | 7      | 24           | 0            | 14     | 3      | 0     | 0      | 185   | 10     |
| Zawisza Bydgoszcz   | 2015/2016          | I liga             | 25    | 1      | 5            | 0            | –      | –      | –     | –      | 30    | 1      |
| Zawisza Bydgoszcz   | Ogólnie            | Ogólnie            | 25    | 1      | 5            | 0            | 0      | 0      | 0     | 0      | 30    | 1      |
| Puszcza Niepołomice | 2016/2017          | II liga            | 32    | 6      | 5            | 0            | –      | –      | –     | –      | 37    | 6      |
| Puszcza Niepołomice | 2017/2018          | I liga             | 33    | 1      | 2            | 0            | –      | –      | –     | –      | 35    | 1      |
| Puszcza Niepołomice | 2018/2019          | I liga             | 31    | 6      | 2            | 0            | –      | –      | –     | –      | 33    | 6      |
| Puszcza Niepołomice | Ogólnie            | Ogólnie            | 96    | 13     | 9            | 0            | 0      | 0      | 0     | 0      | 105   | 13     |
| Ogólnie w karierze  | Ogólnie w karierze | Ogólnie w karierze | 347   | 30     | 41           | 2            | 14     | 3      | 10    | 0      | 412   | 35     |